# 태백산맥 (소설)
《태백산맥》(太白山脈)은 소설가이자 동국대학교 연구교수인 조정래가 쓴 대하소설이다. 1983년 9월부터 월간지 현대문학에 연재되기 시작해 1986년 제1부 3권, 1987년 제2부 2권, 1988년 제3부 2권, 1989년 제4부 3권이 한길사에서 출간되었고 이후 해냄에서 다시 한번 발간되었다. 원고지 15,700매 분량이다.

## 평가

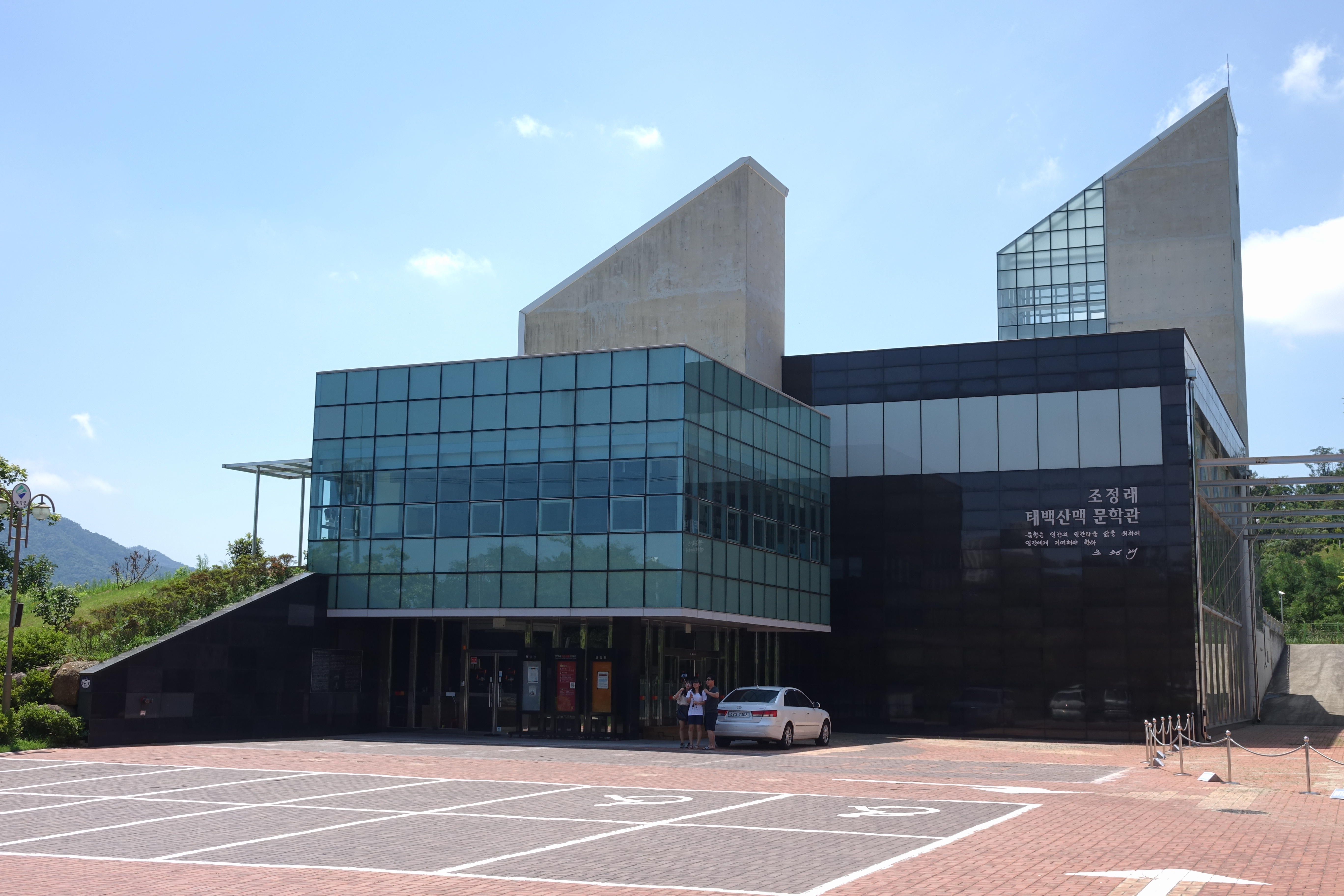
벌교읍 태백산맥 문학관, 2015년

해방 이후부터 한국전쟁때까지 치열했던 이념 대립과 민중들의 한(恨)을 묘사하여, 출판 당시 우파진영으로부터는 좌파에 치우친 작품, 이적물이라고 매도를 당했으나, 많은 독자들로부터 사랑을 받은 작품이다. 지식인들의 대화에서는 모두 표준어를 사용하기는 했지만, 대다수 주인공들의 대사에서는 전라도 사투리를 사용하고, 전라남도 보성군 벌교읍을 그림 그리듯이 세밀하게 표현하여 지역 고유의 특색을 잘 드러내었다.

## 등장인물

### 김범우 집안
- 김범우: 민족의 일치를 강조하는 중도 지식인이다. 격동이 심했던 한국현대사에 휘말려, 미군 통역, 순천중학교 교사, 남로당 서울시당 공작원 등 다양한 경험을 겪는 인물로, 극단을 피하는 중도노선 때문에 극좌파인 염상진과 극우파인 선우진으로부터 모두 공격받는다. 일제강점기에 학병으로 징집되어 버마에 갔으며 탈출하여, 일본과 전쟁중이었던 미국의 정부수집기관인 OSS에서 조선으로의 침투를 목적으로 훈련받았다. 이후 인민군과 함께 돌아다니다 미군에게 포로로 잡혀  거제도 포로수용소로 끌려갔다가, 반공포로(한국전쟁때에 강제로 인민군이 된 포로를 말함. 서울에서 인민군에게 납치되어 억지로 군복무를 해야했던 고 김수영 시인이 실례이다.)로 석방된다. 이때 김범우는 신체장애인이 된다. 영화에서는 안성기가 김범우 역을 맡았다.
- 김사용: 김범우, 김범준의 아버지이자 지주이다. 소설 속에서 김사용은 이기적이고 탐욕스러운 다른 지주들과는 달리, 노블레스 오블리주를 실천하여 사람들에게 이념과 상관없이 존경받는 인물로 나온다. 실제로 공산주의자인 염상진도 김사용을 계급과 서열을 인정한다는 뜻이 아니라, 정말 존경할만한 분이라는 뜻에서 어르신이라고 부르며 존경한다. 김사용은 일제강점기에 막대한 재산을 큰아들 김범준이 가담한 사회주의계 독립운동을 위해서 아낌없이 썼으며, 큰아들의 고생을 생각해서 검소하게 살았다. 다른 집에서는 아들이 출세하는 게 자랑거리이지만, 김사용에게는 큰아들이 독립운동에 가담하여, 동족을 위해 헌신하는 게 자랑거리였던 것이다. 덕분에 인민재판에서 살아남지만, 사람보다 사상을 더 중요하게 생각하는 극좌파인 염상진을 보면서 깊은 상처를 받고 1950년 후반기 자연사하는데 장례식날 통신을 담당하는 선요원들의 도움으로 연락을 받은 염상진과 김범준은 먼 발치에서 추모한다.
- 김범준: 김범우의 형이자 김사용의 큰 아들이다. 중국 체류시 부친의 말은 없어도 헌신적인 지지를 받으며 사회주의 성격의 독립운동에 가담했으며, 귀국후에는 인민군 군관으로 복무한다. 중국 공산당이 항일투쟁을 벌인 사례를 논거로 공산주의자라면 민족을 우선해야 한다고 믿는 민족주의적 공산주의자이다. 동상 후유증으로 다리에 불편을 겪다가 1953년 휴전 협정 체결 직후 일어난 군경의 빨치산 사냥으로 죽었다.

### 염상진 집안
- 염상진: 남로당 보성군당 군당위원장이자 좌파이다. 일제강점기 때부터 적색농민운동을 주도했을 정도로, 공산주의 사회 건설에 열정을 갖고 있으며 자신의 신념을 지키기 위해 죽음을 택하며 1953년 휴전 협정 후 일어난 대규모 빨치산 토벌로 더 이상 활동하지 못하게 되자, 대원들과 함께 수류탄으로 자결함으로써 사상의 기백을 지킨다. 영화에서는 배우 김명곤이 염상진 역을 맡아 냉철한 캐릭터를 드러냈다.
- 염상구: 염상진의 동생. 아버지의 노골적인 편애때문에, 형을 미워하여 극우성향을 띤 건달패이다. 그래도 형이 죽은후 목이 내걸려 경찰의 민중들에 대한 말 없는 협박에 이용되자, 건달조직의 동생들을 이끌고 시위해서 시체를 거둔다. 영화에서는 연극배우인 김갑수가 염상구 역을 맡아 불량한 캐릭터를 싸늘하고 삐딱한 말투로 묘사하였다.
- 염무칠, 호산댁: 염상진과 염상구의 부모이다. 염무칠은 전혀 가진 것이 없었지만, 젊은 사람이 열심히 살려고 하는 모습에 감탄한 숯 도매상과 선암사 주지 스님의 배려로 숯 장사를 시작하였다. 곰 같은 염서방이라고 불릴 만큼 억척스럽게 일한 덕분에 큰아들 염상진을 사범학교에 진학시키지만, 사회주의 농민운동에 가담한 큰 아들의 진로선택에 충격 받아서 죽었다. 작은 아들 염상구도 형만 예뻐하는 아버지의 편애에 대한 상처가 커서 건달패가 되었다. 그래서 사람들은 염서방을 두 아들이 잡아먹었다고 수군거린다. 호산댁도 자식들때문에 고생하기는 마찬가지. 모성애가 지극한 호산댁은 서로 미워하는 두 아들을 보면서 마음 아파한다. 염무칠이 가족을 위해 희생하는 보편적인 아버지의 모습을 보인다면, 호산댁은 자녀가 잘났던, 못났던 차별 없이 사랑하는 모성애를 보인다.
- 죽산댁: 염상진의 아내이다. 여성가장인 그녀는 자신이 없으면, 아이들을 돌볼 사람이 없는 현실을 너무나도 잘 안다. 그래서 "군당위원장님의 부인께서 여성민주동맹(여맹)에 가입하지 않으시다니요."라며 설득하려는 이지숙에게 "부부가 공산주의 운동에 같이 미치면 집구석은 누가 돌보겄소?"라며 물리치고 여성민주동맹(여맹)에 가입하지 않는다. 고집이 센 이지숙은 꼭 설득하고 싶어하지만, "그분의 뜻이 그렇다면 강요하면 안 됩니다."라는 안창민의 설득으로 더 이상 여맹 가입을 요구하지 않는다. 영화에서는 연극배우 정경순이 죽산댁 역을 맡았다.
- 광조, 덕순: 염상진의 자녀들이다. 광조는 자신의 사상을 헌신적으로 실천하는 아버지를 존경하여, 커서 어른이 되면 아버지 같은 사내 대장부가 되기를 바라고 있다. 덕순은 일하느라 바쁜 어머니를 대신하여 동생을 잘 돌보는 속깊은 누나이다. 그래서 죽산댁은 아버지의 사랑을 받지 못했는데도 삐뚤어지지 않고 잘 자라는 덕순과 광조를 보면서 속으로 미안해한다. 빨치산 활동을 하느라 가정을 돌보지 않는 아버지의 무책임한 모습을 보고 자란 덕순은 아버지같은 사람이 되려고 하는 동생 광조를 보면 불안하기 그지 없다.

### 김범우의 친구
- 손승호: 김범우의 사범학교 친구. 사회과학 출판사 편집자로 근무하면서 친일미청산을 고발하는 책을 만들었는데, 이때문에 공산주의자로 몰려 탄압당한다. 광복이후 대한민국 사회의 문제점들에 대해 비판적 의식을 갖고 있다. 한때 사회주의 운동에 참여하기도 했지만 인간을 우선시하는 사상을 찾아서 사회주의를 떠났다. 하지만 한국사회의 불의한 모습에 분개하여 빨치산 운동에 참여한다. 이후 빨치산에서 투쟁을 하다, 고향에 잠입하기 위해 떠나던 중 경찰에게 발각되어 총에 맞아 죽는 비극적 최후를 맞는다. "인도와 셰익스피어는 바꿀 수 없다."라는 말을 "인도의 민중들을 셰익스피어보다 못한 존재라고 여기는 영국인들의 인종차별 의식이 담긴 말"이라고 해석하는 손승호의 말속에는 개신교 신학자이자 '밀림의 성자'인 알베르트 슈바이처가 주장한 생명에 대한 존중과 보편경외가 잘 담겨 있다.
- 전명환 원장: 자그마한 개인병원인 자애병원의 원장이다. 가난한 사람들에게는 치료비를 받지 않거나 치료받은 환자가 고마운 마음을 담아 선물하는 농작물, 도자기(영리한 강양이 재치를 발휘하여 꽃병으로 요긴하게 쓴다.)로 치료비를 대신하는 대신, 부유한 환자에게는 제대로 치료비를 받는다. 그러니까 전명환 원장은 자신의 의술을 가난한 사람들을 위해 봉사하는데 쓰는 참 지식인이다. 당연히 마을 사람들에게 존경받는다. 부상입은 안창민을 도왔기 때문에 강제로 공산주의자 전향단체인 보도연맹원이 되어야 했고, 이 때문에 대부분 공산주의와 관련이 없는 민중들이었던 보도연맹원들이 반공주의자들인 대한민국 국군과 헌병, 반공 극우단체에게 학살당한 국가폭력인 보도연맹 학살때 간호사 강 양이 이승만 정권의 국가폭력으로 살해당하자, 사람보다 이념을 중요하게 생각하는 전체주의 사회를 비판하면서 바라보게 된다. 영화에서는 연극배우 이호재가 전명환 원장역을 맡았다.

### 교원
- 선우진: 북한이 공산화되어가자, 월남한 영어교사이다. 이승만 정권이 공산주의자들과 사회주의자들을 학살한 국가폭력을 당연하게 여길 만큼 광신적 반공주의자인 선우진은 자신과 다른 생각을 가진 이들을 공산주의자로 몰아간다. 하지만 그가 공산주의를 미워하는 진짜 이유는 공산주의 운동이나 사회주의적 사고가 법에 어긋나서가 아니라, 북한의 토지개혁으로 재산을 몰수당한 것에 대한 분노 때문이었으므로, 김범우는 당신이 지식인이면 욕심을 버리던지, 내색하지 말라고 말하며 지식인으로서의 양심에 따라 선우진을 멀리한다. 후에 공산주의자들에 의한 린치로 인해 교직을 은퇴하고, 방첩대에 들어간 뒤 탐욕스럽고 출세지향적인 인간으로 변해갔다. 전쟁이 끝난 후 그는 인원의 공백을 틈타 신문기자로 전직한다.

### 안창민 집안
- 안창민: 몰락한 소지주의 아들이다. 초등학교 교사로 일하다가, 염상진과 함께 사회주의 운동에 적극 가담한다. 외모는 유약하지만 속마음은 다부진 외유내강의 인물. 관념적 사회주의자라고 불리는 것(카를 마르크스의 공산당 선언 참조)을 제일 싫어할만큼 사회주의의 현실적 해석과 실천을 중요하게 여기는 진보적 지식인이다. 그래서 안창민은 자신의 집에서 일하던 소작인 아저씨들에게 "아저씨들은 우리 집의 농사를 도와주시는 분들이지 머슴이 아닙니다. 그러니 엄마를 마님이 아니라 아줌마라고 불러주세요."고 말했으며(소작인 방서방이 안창민의 엄마 신씨 부인을 아줌마라고 부르는 것도 그런 이유이다.), 일시적으로 율어를 해방하였다가 후퇴하게 되자 지주들에게 고용된 소작인 감독자를 뜻하는 마름들을 불러 "만약 당신들이 지주의 편을 들어 소작인들이 손해를 보게 되면 돌아와서 처벌할 것"이라고 말하여 소작인들이 지주들에게 보복당하지 않게 한다. 요약해서 말하면 안창민은 사회주의사상을 공부하는 것으로 만족하는 것이 아니라, 삶의 자리에서 실천하는 진짜 진보 또는 좌파 지식인이다.
- 신씨: 안창민의 어머니. 남편 안서규의 주색때문에 몰락한 소지주이다. 소작인들에게 낮은 소작료를 받으며 농사에 필요한 비용도 자신이 냈다. 독실한 불교 신자인 신씨는 토지개혁이 시행되자 자신의 토지를 무소유를 실천한 부처의 가르침에 따라, 모두 소작인들에게 무상으로 넘겼다. 그래서 훗날 안창민과 이지숙의 위장전향사실이 발각되어 처형될 위기에 처하자, 소작인들의 부인들은 자신들도 아저씨가 빨치산 운동을 위해 입산한데다가, 여성들의 직장생활이 활발한 지금[1]과는 달리 여성들이 직업을 가지기 힘들던, 말 그대로 여자가 할 일은 집에서 애나 보고 밥이나 짓는 것으로 여겨지던 가부장적인 시대라 어렵게 살면서도 변호사 선임비용으로 땅 한 마지기씩 내놓는다. 덕분에 둘은 사형을 당할 위기를 면하고 무기징역을 언도받는다.

### 하대치 집안
- 하대치: 염상진의 동조·계승자. 소작인으로 일할 때 염상진의 영향을 받아서 열렬한 공산주의자가 되었다. 광복이후 공산주의 운동에 적극 가담한다. 운동을 좋아하여 건강한 체력을 갖고 있고, 머리도 비상하여 염상진이 아낀다. 염상진이 죽은 뒤에도 살아남아 남은 대원들과 함께 훗날을 기약한다.
- 들몰댁: 하대치의 아내. 배움은 없어도 속이 깊다. 그래서 하대치는 아내에게 미안하고 감사한 마음을 갖고 있다. 시아버지 하판석 영감이 하대치에게 숙청당한 지주들과 부자들의 아들들에게 테러를 당해서 죽자, 무당 소화의 배려로 식모가 된다. 효심이 깊은 들몰댁이 급사한 시아버지가 좋은 곳에 갈 수 있도록 굿을 부탁하러 왔는데, 사랑하는 사람이 좌파라는 사실에 동질감을 느낀 소화가 직업이 있는 자신을 대신하여 집안살림을 돌보는 식모로 고용한 것이다. 그날 이후 들몰댁은 정하섭과 힘겨운 사랑을 하는 소화를 옆에서 지켜주는 든든한 사람이 된다.
- 길남, 종남: 들몰댁의 두 아들이다. 길남이 형이고, 종남이 동생이다. 길남은 초등학교에 다니는 어린 나이에도 불구하고, 의젓하게 동생 종남을 돌보는데, 이는 어머니가 아버지를 대신하여, 혼자서 집안살림을 꾸리느라 몸과 정신이 고단하다는 것을 잘 알기 때문이다. 하대치의 아들이라는 사실 때문에 핍박받아 하루종일 벽을 멍하게 쳐다본다.

### 서민영 선생과 주변인물
- 서민영: 기독교 사회주의와 무교회주의를 실천하는 진보 기독교인이다. 전라남도 고흥군 태생. 그의 증조부께서는 실학자이셨으므로, 농업기술을 어떻게 개량할 것인지를 고민하셨다.정약용 선생이 1801년 천주교 박해로 강진군에 왔을때에도 토론을 했으며,이러한 전통은 서민영이 농업에 관심을 갖게 하였다.장로교 선교사가 세운 개신교 학교인 매산중학교와 일본 도쿄대학교에서 공부했다.(3권)영어를 가르쳤고 1941년 치안유지법으로 구속되어 고문을 당했다. 그래서 신체장애인이 되었지만, 과수원에서 노동을 할 만큼 정신은 매우 건강하다. 자신의 토지를 함께 일하는 농장으로 만들어 다같이 일하고 다같이 먹음으로써, 나누어 먹으라는 예수의 사상을 실천한다.김교신 선생의 기독교 사상, 문학, 철학, 신학에 걸친 진지한 독서, 과수원에서의 노동 등 진보 기독교인으로서의 생각과 실천의 범위가 넒다. 성 바울의 삶이나 수도원 운동에서도 발견되는, 노동하는 신학자라고 할 수 있다. 또한 황순직 목사가 스스로 목사라고 소개하는 말 속에 담긴 권위주의를 속으로 싫어하는 내용(4권)은 무교회주의자로서의 신념을 잘 드러낸다.
- 장 목사: 서민영 선생의 친구이자 개신교 목사이다. 순천교회 목사이다. 성직자의 지성과 양심으로써 광복이후 개신교 교회들이 지나친 늘어나는 현상 같은 개신교의 문제들을 염려한다.
- 이근술: 이승만 정권의 국가폭력들중 하나인 보도연맹 학살당시 생명을 존중하는 신념에 따라 학살에 가담하지 않은 경찰이다. 양심때문에 해직된 이근술은 복직할 수 있는데도, 어린이들에게 뻥튀기를 만들어주는 장사를 하면서 소박하게 살아간다. 서민영 선생과 함께 인도주의의 실천을 위해, 교육에서 소외된 빨치산의 자녀들을 모아 가르치는 일을 한다.
- 권병제 : 경찰서장. 일제강점기에 집안어른들의 권유로 경찰이 되었는데, 동생들을 돌보기 위한 불가피한 선택이었다. 일부 경찰들의 횡포 때문에 경찰을 국민들의 안전을 위해 일하는 공무원으로서 신뢰하지 않는 보성군민들을 보면서 고민한다. 보성군의 실정을 잘 알고, 생각이 깊어서 심재모 사령관과 서로 배려하고 존중하면서 일했다. 이승만 독재정권의 국가범죄인 보도연맹 학살에 가담하지 않아 해직된 이근술을 복직시키려고 하지만, 자신의 생각을 강요하는 것은 폭력이라는 자기 반성으로 복직을 거부하는 이근술의 신념을 존중한다.
- 이근술 : 경찰. 염상진과 김범준의 심문을 받을 때에 진술한 이야기에 따르면, "죄 없는 사람을 죽일 수는 없다."라면서 보도연맹 학살에 가담하지 않아 남인태 경찰서장에게 철수명령을 받지 못했다. 보도연맹 학살에 이근술이 가담하지 않은 덕분에 살아남은 지역주민의 도움을 받아 피해있다가 발각되었는데, 염상진과 김범준은 이근술의 이야기를 듣고 감동해서 석방했다. 뻥튀기 장사로 일함으로써 생활비를 벌다가, 서민영 선생님의 권유로 야학 선생님이 되었다.
- 이지숙: 전라남도 담양군 지주의 딸이자 공산주의자이다. 공산주의자였던 오빠의 영향으로 공산주의 운동에 적극 가담하며, 한국전쟁중에는 여맹위원장으로 활동한다. 자신의 신념 때문에 학교에서 해직당하자, 서민영 선생이 운영하는 야학에서 학생들을 가르치며 사회주의 의식을 고취시킨다. 자신은 종교가 없지만, 노동에 대한 보상이 없는 것은 죄라고 믿는 기독교 지식인 서민영 선생을 마음속으로 존경하고 있다.
- 황순직 : 1949년 북한에서 내려온 개신교 목사이자, 기독교 근본주의자이다. 미군정과의 결탁, 반공주의, 다른 종교와 한국의 전통문화에 대한 배척, 민중들에 대한 무지 등의 개신교의 문제점들을 보여주는 인물로 진보 기독교인인 서민영과 격렬한 논쟁을 벌인다.
- 월주 스님: 불교 승려. 선암사 주지스님이다. 종교는 다르지만 손수 키운 차를 선물할 정도로 서민영 선생을 존경한다. 성서를 한글로 번역함으로써 정보의 민주화를 실천한 기독교계의 전통을 마음이 닫힌 불교계의 문제를 개혁할 수 있는 대안으로 여길 만큼 생각이 깨인 성직자이다. 한마디로 요약해서 말하면, 종교간의 대화를 실천하는 진보 불교 승려이다.

### 소화 집안
- 소화: 어머니때부터 무(巫)에 종사해온 무당이다. 정하섭을 매우 사랑하여 그를 위해 헌신한다. 소화는 배움이 없어 사회주의에 대해서는 잘 모르지만, 지주들을 위해 봉사하는 역할인 무당으로서의 삶을 거부해야 한다는 확신이 있다. 그래서 소작인들이 생존권 투쟁을 벌이다 잡혀가자, 소작인들의 생존권을 침해하다 의분(義憤)을 느낀 소작인들에게 응징당한 정현동의 망령을 빙자하여 소작인들의 가족들이 땅을 받게 함으로써 민중을 위해 봉사한다.
- 월화: 소화의 어머니이자 미혼모이다. 그런데 정참봉과의 사랑으로 낳은 딸 소화도 자신처럼 미혼모가 된다. 하지만 소화는 딸에게 내림굿을 한 어머니와는 달리, 아들 민승이를 빨치산을 돕다가 구속되어 교도소에 갇히기 전부터 안면이 있던 무당에게 맡기되 결코 굿을 가까이 하지 못하게 하라는 약조를 받아낸다.

### 정하섭 집안
- 정하섭: 양조장 정현동 사장의 큰아들이다. 아버지의 물질숭배에 대한 반발로 열렬한 공산주의자가 된다.
- 정현동: 정하섭의 아버지이자 물질숭배자이다. 토지개혁을 피해 논을 염전으로 만들려고 하다가, 생존권을 지키려는 소작인들이 휘두른 낫에 맞아죽는다. 이 사건으로 소작인들이 재판을 받게 되자, 서민영 선생은 다른 소작인들이 십시일반으로 모은 돈으로 변호사를 고용하지만, 지주들의 입장에서 생각하는 재판관들에 의해 사형, 장기간의 징역이라는 중형을 언도받는다.
- 낙안댁: 정하섭의 어머니. 남편 몰래 아들을 돕고 있다. 물론 아들을 돕는 것은 공산주의에 찬성해서가 아니라, 아들을 사랑하는 모성애 때문이다. 하지만 이 때문에 정사장은 공산주의 운동을 도왔다는 이유로 재판까지 받는다.

### 그외 인물
- 조원제: 빨치산 소년전사. 18세. 저명한 진보 경제학자인 고 박현채 선생을 모델로 하였다.[2]부친의 영향으로 사회주의자가 되었다. 아들처럼 사회주의자인 조원제의 아버지는 일제강점기 시대부터 조직원이었으며, 비밀당원이다. 그는 1953년 9월 현재 신분을 위장하고 고위 공무원으로 재직 중이다. 조원제는 서중학교 세포책이었으며 후퇴하다가 염상진을 만난다. 정보과 분트에서 후방부대장 연락병을 거쳐 입당을 하면서 문화부중대장으로 자리를 옮김. 부대 개편시 1대대 지도원 겸 어린 나이에도 불구하고 연대 부정치위원이 된다. 사회주의 이론에 뛰어나고 말재주가 뛰어나다. 원리원칙을 중시하면서도 인간적인 면모를 갖추고 있어 여러 동지들의 신뢰와 존경을 받는다.
- 이태식: 머슴 출신으로 구빨치산.“항시 웃음기 도는 부드러운 인상과 달리 ‘강철’이란 별명을 가질 정도로 싸움에 강인했고, 통솔력이 뛰어났다. ‘강철부대’로 불리는 그의 부대는 백아산 지구의 최강부대이기도 했다.” 조원제를 특히 아꼈다. 1952년 전투에서 유격대장으로 크게 활약하여 도당 최고의 영웅 칭호까지 받지만 1952년 겨울 토벌대와 싸우다 죽는다.
- 이해룡: 빨치산. 보성의 친일 지주 이상원의 셋째 아들로 김범우보다 순천중학교 1년 선배. 보성전문 법학부에 다니다 학병에 끌려가게 되자 염상진을 따라 자취를 감추었다. 두 형은 광주에서 공무원과 은행원으로 그를 극력으로 반대한다. 염상진의 하부조직인 보성책이었다. 전쟁 중 인민군이 퇴각하면서는 유치 지구 연대장이 됨. 1953년 9월 휴전 협정 후 대규모 토벌 공세 때 김범준과 함께 기관총에 맞아 죽었다. 상급 지휘관으로서의 무게와 여유를 가지고 있는 인물이다. 왼쪽 볼에 길게 흉터가 나 있다.
- 강동기: 염상진 휘하의 빨치산. 빨치산인 강동식의 사촌 동생이다. 20대 후반으로 정현동의 소작인이었다. 토지개혁때문에 땅을 빼돌리려는 정현동의 농토를 산 서운상을 가해하고 바로 입산하였고 1952년 경찰초소 습격 때 총에 맞아 죽었다.
- 천첨바구: 빨치산의 유격 대장으로 하대치, 강동기와 함께 염상진의 주요 인물이었지만 1952년 토벌군의 대공세 속에서 어떤 대원이 총을 맞고 쓰러지자 그를 구하려다가 자신도 총을 맞는다. 이때 김혜자가 달려와 천점바구를 부축해 달아나려 하지만 역시 총에 맞아 천점바구와 손을 잡은채 죽는다.
- 김동혁: 빨치산 유격대로 소조장인 강경애 소조의 대원. 강경애를 사모한다. 1952년 정찰을 나갔다가 토벌대의 매복에 걸려 죽었다.
- 솥뚜껑: 빨치산. 머슴 출신. 전쟁 전부터 야산 투쟁을 하였다. 손승호 소대의 소대장이었고, 나중에 중대장이 된다. 자발적인 혁명의 열정과 과욕이 없는 겸손을 지니고 있는 인물로 문학가인 손승호와 천자문을 공부하며 깊은 동지애를 나눈다. 1952년 동료를 구하고 수류탄에 맞아 죽는다.
- 도라지: 김범우와 친구 정호병이 미국에 있을 적에 돌봐준 하와이의 미군 수용기지 군무원이자 한국계 미국인이다. 하와이 이민 1세대인 부모님이 인종차별로 고통받는 것을 목격한 유년시절의 기억에 따라 미국을 비판적으로 읽는다. 물론 그의 반미주의는 서부개척이라는 구실로 아메리카 토착민들을 말살한 미국 근대사에서 세계를 지배하려는 미국의 제국주의를 읽어낸 지성에 근거한다. 일이 끝나면 에드거 스노우 기자가 중국 공산당에서 활동한 모택동 등을 취재하여 쓴 《중국의 붉은 별》을 읽고 같이 토론하기도 하고, 한국 이야기를 실은 신문이나 기사를 구해주고, 시간이 되면 바닷가에 가서 스트레스를 털어버릴 수 있도록 배려할만큼 김범우에게 잘해주었다. 도라지라는 이름은 부모님이 고향을 그리워하며 민요 '백도라지'를 부르던 모습을 떠올리며 지은 이름이다.
- OSS 교관: 김범우와 정호병이 제2차 세계대전 때에 한국에 침투하여 일본군과 싸우고자 군사훈련을 받았던 OSS의 교관. 유대계 미국인. 유대인인 자신과 처지가 비슷한 한국사람인 정호병과 김범우를 "하늘이 준 시련입니다."라면서 위로한다. 벌교의 지형을 이용한 침투작전을 보고한 정호병과 김범우의 똑똑함을 칭찬한다.
- 최익승: 부정부패로 얼룩진 국회의원. 선거철이 되면 뇌물을 뿌려 표를 얻고자 한다. 하지만 민중들의 존경을 받는 서민영 선생과 전명환 자애병원 원장이 깨끗한 정치를 선언한 안창배 후보를 지지한데다가, 최익승의 부정선거에 의분(義憤)을 느낀 민중들에게 외면받으면서 국회의원 선거에서 참패한다.
- 양효석: 한국군 장교. 벌교 번화가에 있는 포목상 광주상회의 아들로 순천 매산중학교 졸업. 통학열차를 주름잡는 주먹이었다. 빨갱이 원수를 갚고, 신분 상승을 꾀하기 위해 육군사관학교에 입학하여 장교가 된다. 한국전쟁당시 한국군의 전쟁범죄들중 하나인 거창 양민 학살 사건에 가담하였으며 벌교 토벌군 사령관으로 부임하기도 함. 송경희를 좋아하지만 번번이 무시당한다. 벌교 사령관으로 있으면서 동생 송성일에 대한 징집 영장을 미끼로 송경희를 꺾으려 하지만 부대 이동으로 무산된다. 최전방에 투입되어 전투 중 부상을 입는다. 전투 수훈으로 소령 특진. 군인정신에 투철한 인물이다.
- 현오봉: 현준배의 아들. 육군사관학교에 입학하여 전쟁 중 소위로 임관. 낙동강 전선에 투입되어 전쟁의 잔인성을 목격하면서 부하들의 잘못을 참아주지 않는 잔인한 소대장이 됨. 1950년 10월 중국 인민해방군의 대공세로 전사한다. 한때 사회주의 사상에 솔깃해서 학생 지하운동에 발을 넣은 적이 있었지만 아버지 현준배의 매질로 끝장냈다. 무개성한 생김, 모난 데 없이 무덤덤한 편. 그러나 한번 화를 내면 황소기운을 발휘하는 용감한 남자이다.
- 송경희: 광복이후 좌파 문학계의 계급 투쟁문학에 반발, 순수문학을 지향하는 시인지망자. 전형적인 부르주아인 송경희는 부친이 염상진에게 살해당한 것만 억울해할 뿐 왜 계급투쟁이 일어나는지 생각하지 못한다.
- 심재모: 한국군 장교이다. 일제강점기 말에 학병으로 끌려갔다가 귀국한 뒤 한국군에 자원입대하였다. 벌교에 계엄군 사령관으로 내려와 근무하면서 염상진의 숙적이 되었다. 사령관 시절. 가난한 사람들은 강자가 약자들을 희생시켜서 생존하는 잘못된 사회구조 때문에 생긴다는 서민영 선생의 조언에 따라 가난한 사람들을 이해하려고 노력한다. 심각한 부정부패, 구타만연 등 당시 한국군 내부의 악습들로 인해 고뇌한다.
- 강경애: 여자 빨치산. 이태식 연대에 소속되어 있다. 1952년 현재 22세. 소학교 졸업. 1952년 돌격대로 나서다가 토벌대에게 죽었다. 구빨치산이었던 오빠의 영향을 받아 남편을 버리고 사회주의 운동에 참여하였다. 자상하고 정이 많으면서도 용맹성을 겸비하고 있다. 동그스름한 얼굴에 고운 눈매를 지니고 있다.
- 이현상: 50대. 지리산 유격사령부 사령관. 한국 전쟁 중 남반부 유격대 총사령관이 되고 각 도당 유격대는 그 지휘 아래 들어감. 1953년 휴전 후 대규모 토벌 공세때 죽었다.

### 해방일보 관계자들
- 이학송 : 해방일보 기자. 민족주의적 사회주의자이며, 사실보다 이념이 우선인 '사회주의 리얼리즘'과 정직한 보도를 중요하게 여기는 언론인으로서의 양심 사이에서 갈등한다. 글솜씨가 뛰어나서 해방일보 내에서 기자로 인정받는다. 백색테러로 부인이 어디론가 끌려가고, 귀여운 두 아이들조차 실종된다.
- 김미선 : 고등학생 시절부터 사회주의 운동에 참여한 열렬한 사회주의자. 남로당 당원. 아는 것이 많고 든든한 이학송을 믿고 의지한다. 검거된 이후 사실보다 이념이 우선인 반공주의적 문학과 양심 사이에서 갈등한다.가족으로는 백색테러로 죽은 아저씨, 어머니, 두 아이가 있다.
- 박영감: 해방일보에서 인쇄를 담당한 할아버지. 한국전쟁이라는 혼란하고 위험한 시기에도 해방일보 발행을 위해 이학송, 김미선과 함께 중국까지 다녀오는 수고를 했다.

## 수상
- 신문사 문학 담당 기자와 문학평론가 39인이 뽑은 ‘80년대 최고의 작품’(《문예중앙》, 1988년 여름호)
- 성옥문화상
- 문학평론가 48인이 뽑은 ‘80년대 최고의 문제작’ 1위(〈80년대 대표 소설선〉, 1989년 현암사)
- 80년대 금단을 깬 대표 소설 (《한겨레 신문》, 1989년 12월 28일)
- 동국문학상
- 출판인 34인이 뽑은 이 한권의 책 1위 (《경향신문》, 1990년 8월 11일)
- 현역 작가와 평론가 50인이 뽑은 한국의 최고 소설 (《시사저널》, 1990년 11월 22일)
- 유주현 문학상 (수상 거부)
- 전국 대학생 1650명이 뽑은 가장 감명 깊은 책 1위, 대학생 필독 도서 1위(《중앙일보》, 1991년 11월 26일)
- 한국의 지성 49인이 뽑은 미래를 위한 오늘의 고전 60선에 선정 (《출판저널》, 1990년 2월 20일)
- 독자 500명이 뽑은 가장 기억에 남은 작품 1위 (《조선일보》, 1992년 8월 25일)
- 전국 애장가 720명이 뽑은 가장 아끼는 책 1위 (《한겨레 신문》, 1994년 10월 5일)
- 서울대학교 신입생 218명이 뽑은 가장 감명 깊에 읽은 책 1위, 가장 읽고 싶은 책 1위 (《한겨레 신문》, 1995년 3월 15일)
- 우리 사회에 가장 영향력이 큰 책 2위 (《시사저널》, 1995년 10월 26일)
- 미혼 직장 여성 502명이 뽑은 친구에게 가장 권하고 싶은 책 1위, 가장 감명 깊게 읽은 책 1위 (《동아일보》, 《조선일보》, 1996년 1월 18일)
- 전국 20세 이상 독자 1200명이 뽑은 가장 기억에 남는 소설 1위 (《동아일보》, 1996년 4월 29일)
- 우리 사회에 가장 영향력이 큰 책 1위 (《시사저널》, 1996년 10월 24일)
- 각 대학 수석 합격자 40명이 뽑은 후배들에게 가장 권하고 싶은 소설 1위 (《중앙일보》, 1997년 2월 25일)
- 전국 국문과 대학생 150명이 뽑은 가장 좋은 소설 1위 (《조선일보》, 1997년 5월 15일)
- 서울대학생 1000명이 뽑은 가장 감명 깊게 읽은 소설 1위 (《조선일보》, 1997년 7월 23일)
- 서울 6개 대학 도서관의 문학 작품 대출 1위 (《동아일보》, 1997년 12월 28일)
- 20 ~ 30대 사무직 남녀 600명이 뽑은 지금까지 살아오면서 가장 기억에 남는 책 한국출판 연구소 조사 남자 2위, 여자 2위 (《동아일보》, 1998년 4월 21일)
- 문인 100명이 뽑은 지난 100년 동안의 소설 중에서 ‘21세기에 남을 10대 작품’ 에 선정 (《한국일보》, 1999년 1월 5일)
- 각 분야 지식인 100명이 선정한 ‘21세기에도 빛날 20세기 책들’ 36종에 선정 (《출판저널》, 1999년 신년 특집 증면호)

## 각색
- 영화: 임권택 감독에 의해 김갑수, 안성기 등이 출연한 영화로 만들어졌다
- 만화: 진짜 사나이의 작가 박산하에 의해 만화로도 만들어졌으나[3] 만화판 태백산맥은 소설과는 달리 전라도 사투리 대사가 전혀 없는 등 원작의 매력을 전혀 살려내지 못해서 독자들에게 외면받았다.
- 뮤지컬: 연출가 위성신에 의해 뮤지컬로도 만들어졌다.

## 기타

### 장황한 공산주의 서술이 무혐의 종결
검찰은 1994년 이승만 전 대통령의 양자 이인수 씨 등이 "태백산맥은 이적표현물"이라며 조정래 씨를 국가보안법 위반 혐의로 고발한 사건에 대해 결론을 내리지 못하던 중 11년 만인 2005년에 무혐의로 종결되었다.
작가 조정래와 출판사 해냄을 국가보안법 및 명예훼손 혐의로 경찰에 고발한 이승만 대통령의 양아들 이인수 명지대 교수와 한국전쟁참전 총연맹 총재인 임부택 예비역 육군소장, 호국민족연맹 총재 박일, 대한민국 무공훈장자회 중앙회장 이만흥, 대한파월유공전우회 회장 황문길, 6.25참전 철도동지회 회장 안경모, 전국철도노우회 회장 류기남, 건국청년운동 협의회 총본부 회장 김인식, 실향민애국운동 협의회 회장 문봉제 등 8개 단체 9명의 대표들이 국가보안법 위반 혐의로 고발한 소설 태백산맥의 허구성을 밝히는 우익의 입장을 대변하는 모임을 결성하면서 "태백산맥의 작가 조정래가 책 서문에서 '증언을 토대로 확인작업을 거친 작품'이라고 밝힌 만큼 이 부분에 대해 생존자의 증언을 토대로 책의 내용이 좌편향적임을 규명하는 작업을 벌여나가겠다 이 작업이 끝나면 우익도 정당한 자기 몫의 목소리를 내 사회와 국가발전에 기여하고 있음을 실증적으로 보여줄 수 있는 작업에 나설 것"이라고 1994년 4월 11일 말했다. 모임에는 "소설 '태백산맥'에 묘사된 일부 내용이 '역사적 사실'과 다르다"고 주장한 「소설 태백산맥-그 현장을 찾아서」라는 책을 쓴 김종오(48, 서양화가)가 참석, 자신이 조사한 내용에 대해 증언했다. 또 자신의 뜻에 따라 北送된 빨치산 이인모를 체포한 지리산 빨치산 토벌대원이었던 안모씨도 앞으로 이 모임에 참석, 당시의 시대상황에 대해 증언하고 "조정래의 소설이 안고 있는 문제점을 비판하겠다"고 했다.